# EXTRA plus
EXTRA plus je slovenský politicko-společenský měsíčník. Vychází od roku 2000, v Evidenci periodického tisku Ministerstva kultury SR má registrační číslo 2360/2000.
Vydavatelem měsíčníku byla společnost TATRA MEDIAL, s.r.o., jejímiž majiteli byli Pavel Kapusta a Vladimír Ďurikovič. Od ledna 2009 Extra plus vydává společnost Medialis, s.r.o., jenž vlastní šéfredaktor měsíčníku Pavel Kapusta.

## Redakční rada
Zástupkyní šéfredaktora je Lenka Eremiášová.